# Siena pálená

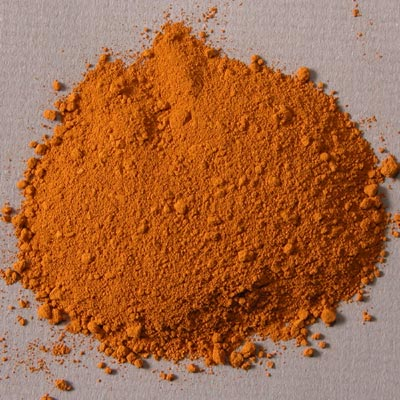
Siena pálená

Siena pálená je název hnědé barvy typu tempera nebo olej. Její číselný kód je 1041 a chemicky se jedná o zemitý pigment. Své jméno nese po italském městě Siena, které se nachází v Toskánsku.